# Gongnong
Gongnong (chinesisch 工农区, Pinyin Gōngnóng Qū) ist ein Stadtbezirk der bezirksfreien Stadt Hegang in der nordostchinesischen Provinz Heilongjiang mit einer Fläche von 11,75 km² und 136.519 Einwohnern (Stand: Zensus 2020).